# اچ‌ام‌اس کرومر (ام۱۰۳)
اچ‌ام‌اس کرومر (ام۱۰۳) (به انگلیسی: HMS Cromer (M103)) یک کشتی بود که طول آن ۵۲٫۵ متر (۱۷۲ فوت) بود. این کشتی در سال ۱۹۹۰ ساخته شد.